# Nadija Kiczenok
Nadija Kiczenok (ur. 20 lipca 1992 w Dniepropetrowsku) – ukraińska tenisistka, reprezentantka kraju w Pucharze Billie Jean King.

## Kariera tenisowa
Starty w zawodowych turniejach rozpoczęła w październiku 2006 roku, biorąc udział w turnieju ITF w Podgoricy, na którym razem ze swoją siostrą, Ludmyłą Kiczenok, dotarła do finału gry podwójnej. Pierwsze sukcesy odniosła w 2009 roku, wygrywając trzy turnieje ITF w grze podwójnej. W czerwcu 2012 roku wygrała turniej singlowy w Karszy, gdzie przebiwszy się przez kwalifikacje, dotarła do finału, pokonując w nim Tadeję Majerič. W sumie w swojej karierze wygrała cztery turnieje singlowe i dwadzieścia cztery deblowe rangi ITF.
W 2010 i 2012 roku reprezentowała swój kraj w rozgrywkach Pucharu Federacji.
Także w 2010 roku zagrała po raz pierwszy w kwalifikacjach turnieju WTA – w Taszkencie, ale odpadła w drugiej rundzie. Rok później, na tym samym turnieju dotarła wraz z siostrą do finału gry podwójnej.
W kwietniu 2013 roku osiągnęła drugą setkę światowego rankingu WTA, plasując się na 193. miejscu. W styczniu 2014 zadebiutowała w pierwszej setki rankingu singlowego (100. pozycja).
Na początku sezonu 2014 razem z siostrą osiągnęły finał zawodów deblowych w Shenzhen, ulegając w nim 3:6, 4:6 parze Monica Niculescu–Klára Zakopalová. Łącznie w grze podwójnej zwyciężyła w ośmiu turniejach z szesnastu rozegranych finałów w ramach rozgrywek cyklu WTA Tour.

## Historia występów wielkoszlemowych
Legenda
     W, wygrany turniej
     F, przegrana w finale
     SF, przegrana w półfinale
     QF, przegrana w ćwierćfinale
     xR, przegrana w x rundzie
     Qx, przegrana w x rundzie kwalifikacji
     A, brak startu
     NH, turniej nie odbył się

### Występy w grze pojedynczej
| Australian Open        | A | A   | A   | A   | A   | A   | A   | A   | 1R  | Q1  | A   | A | A | A   | A   | A    | A   | 0 / 1 | 0 – 1 |  |  |  |  |  |  |  |
| French Open            | A | A   | A   | A   | A   | A   | A   | Q1  | 1R  | A   | A   | A | A | A   | A   | A    | A   | 0 / 1 | 0 – 1 |  |  |  |  |  |  |  |
| Wimbledon              | A | A   | A   | A   | A   | A   | A   | Q1  | Q1  | A   | A   | A | A | A   | NH  | A    | A   | 0 / 0 | 0 – 0 |  |  |  |  |  |  |  |
| US Open                | A | A   | A   | A   | A   | A   | A   | Q1  | Q1  | A   | A   | A | A | A   | A   | A    | A   | 0 / 0 | 0 – 0 |  |  |  |  |  |  |  |
|                        |   |     |     |     |     |     |     |     |     |     |     |   |   |     |     |      |     |       |       |  |  |  |  |  |  |  |
| Ranking na koniec roku | – | 889 | 781 | 597 | 473 | 491 | 254 | 107 | 188 | 266 | 479 | – | – | 621 | 653 | 1410 | 685 | 0 / 2 | 0 – 2 |  |  |  |  |  |  |  |

### Występy w grze podwójnej
| Australian Open        | A | A | A   | A   | A   | A   | A   | A   | A  | A  | 2R | 1R | 3R | 2R | 1R | 2R | 1R | 2R | 1R | 3R | 0 / 10 | 8 – 10  |  |  |  |  |  |
| French Open            | A | A | A   | A   | A   | A   | A   | A   | A  | 1R | 2R | 1R | 2R | 3R | 1R | 2R | 1R | 1R | QF | 1R | 0 / 11 | 8 – 11  |  |  |  |  |  |
| Wimbledon              | A | A | A   | A   | A   | A   | A   | A   | 2R | 1R | 1R | 2R | 2R | 3R | NH | 3R | 3R | 1R | QF | 1R | 0 / 11 | 12 – 11 |  |  |  |  |  |
| US Open                | A | A | A   | A   | A   | A   | A   | A   | A  | 2R | 2R | 2R | 1R | 2R | 1R | 3R | 1R | 2R | 1R |    | 0 / 10 | 7 – 10  |  |  |  |  |  |
|                        |   |   |     |     |     |     |     |     |    |    |    |    |    |    |    |    |    |    |    |    |        |         |  |  |  |  |  |
| Ranking na koniec roku | – | – | 379 | 282 | 161 | 144 | 111 | 107 | 95 | 59 | 67 | 49 | 37 | 40 | 50 | 31 | 77 | 53 | 40 |    | 0 / 42 | 35 – 42 |  |  |  |  |  |

### Występy w grze mieszanej
| Australian Open | A | A | A | A | A | A | A | A | A | A | A | A | 2R | A  | QF | A  | 2R | A  | 1R | A | 0 / 4  | 4 – 4   |  |  |  |  |  |
| French Open     | A | A | A | A | A | A | A | A | A | A | A | A | A  | SF | NH | A  | A  | A  | A  | A | 0 / 1  | 3 – 1   |  |  |  |  |  |
| Wimbledon       | A | A | A | A | A | A | A | A | A | A | A | A | 2R | 3R | NH | 2R | A  | A  | 1R | A | 0 / 4  | 3 – 4   |  |  |  |  |  |
| US Open         | A | A | A | A | A | A | A | A | A | A | A | A | QF | A  | NH | A  | A  | 1R | 2R |   | 0 / 3  | 3 – 3   |  |  |  |  |  |
|                 |   |   |   |   |   |   |   |   |   |   |   |   |    |    |    |    |    |    |    |   |        |         |  |  |  |  |  |
|                 |   |   |   |   |   |   |   |   |   |   |   |   |    |    |    |    |    |    |    |   | 0 / 12 | 13 – 12 |  |  |  |  |  |

## Finały turniejów WTA
| Legenda                     | Legenda |
| --------------------------- | ------- |
| Wielki Szlem                |         |
| Igrzyska olimpijskie        |         |
| WTA Tour Championships      |         |
| WTA Elite Trophy            |         |
| 2009 – 2020                 |         |
| WTA Premier Mandatory       |         |
| WTA Premier 5               |         |
| WTA Premier                 |         |
| WTA International Series    |         |
| WTA 125K series (2012–2020) |         |
| od 2021                     |         |
| WTA 1000 (obowiązkowe)      |         |
| WTA 1000 (nieobowiązkowe)   |         |
| WTA 500                     |         |
| WTA 250                     |         |
| WTA 125                     |         |

### Gra podwójna 22 (11–11)
| Końcowy wynik | Nr  | Data                 | Turniej                  | Nawierzchnia  | Partnerka            | Przeciwniczki                            | Wynik finału      |
| ------------- | --- | -------------------- | ------------------------ | ------------- | -------------------- | ---------------------------------------- | ----------------- |
| Finalistka    | 1.  | 17 września 2011     | Taszkent                 | Twarda        | Ludmyła Kiczenok     | Eleni Daniilidu Witalija Djaczenko       | 4:6, 3:6          |
| Finalistka    | 2.  | 4 stycznia 2014      | Shenzhen                 | Twarda        | Ludmyła Kiczenok     | Monica Niculescu Klára Zakopalová        | 3:6, 4:6          |
| Zwyciężczyni  | 1.  | 10 stycznia 2015     | Shenzhen                 | Twarda        | Ludmyła Kiczenok     | Liang Chen Wang Yafan                    | 6:4, 7:6(6)       |
| Finalistka    | 3.  | 23 maja 2015         | Strasburg                | Ceglana       | Zheng Saisai         | Chuang Chia-jung Liang Chen              | 6:4, 4:6, 10–12   |
| Zwyciężczyni  | 2.  | 4 sierpnia 2016      | Florianópolis            | Twarda        | Ludmyła Kiczenok     | Tímea Babos Réka Luca Jani               | 6:3, 6:1          |
| Finalistka    | 4.  | 9 kwietnia 2017      | Monterrey                | Twarda        | Dalila Jakupović     | Nao Hibino Alicja Rosolska               | 2:6, 6:7(4)       |
| Zwyciężczyni  | 3.  | 30 kwietnia 2017     | Stambuł                  | Ceglana       | Dalila Jakupović     | Nicole Melichar Elise Mertens            | 7:6(6), 6:2       |
| Finalistka    | 5.  | 26 maja 2018         | Strasburg                | Ceglana       | Anastasija Rodionowa | Mihaela Buzărnescu Raluca Olaru          | 5:7, 5:7          |
| Finalistka    | 6.  | 5 sierpnia 2018      | San Jose                 | Twarda        | Ludmyła Kiczenok     | Latisha Chan Květa Peschke               | 4:6, 1:6          |
| Zwyciężczyni  | 4.  | 4 listopada 2018     | Zhuhai                   | Twarda (hala) | Ludmyła Kiczenok     | Shūko Aoyama Lidzija Marozawa            | 6:4, 3:6, 10–7    |
| Zwyciężczyni  | 5.  | 18 stycznia 2020     | Hobart                   | Twarda        | Sania Mirza          | Peng Shuai Zhang Shuai                   | 6:4, 6:4          |
| Zwyciężczyni  | 6.  | 21 marca 2021        | Petersburg               | Twarda (hala) | Raluca Olaru         | Kaitlyn Christian Sabrina Santamaria     | 2:6, 6:3, 10–8    |
| Finalistka    | 7.  | 26 czerwca 2021      | Bad Homburg vor der Höhe | Trawiasta     | Raluca Olaru         | Darija Jurak Andreja Klepač              | 3:6, 1:6          |
| Zwyciężczyni  | 7.  | 28 sierpnia 2021     | Chicago                  | Twarda        | Raluca Olaru         | Ludmyła Kiczenok Makoto Ninomiya         | 7:6(6), 5:7, 10–8 |
| Finalistka    | 8.  | 23 października 2021 | Moskwa                   | Twarda        | Raluca Olaru         | Jeļena Ostapenko Kateřina Siniaková      | 2:6, 6:4, 8-10    |
| Zwyciężczyni  | 8.  | 2 października 2022  | Tallinn                  | Twarda (hala) | Ludmyła Kiczenok     | Nicole Melichar-Martinez Laura Siegemund | 7:5, 4:6, 10–7    |
| Finalistka    | 9.  | 12 lutego 2023       | Linz                     | Twarda (hala) | Anna-Lena Friedsam   | Nateła Dzałamidze Viktória Kužmová       | 6:4, 5:7, 10–12   |
| Zwyciężczyni  | 9.  | 16 września 2023     | Osaka                    | Twarda        | Anna-Lena Friedsam   | Anna Kalinska Julija Putincewa           | 7:6(3), 6:3       |
| Finalistka    | 10. | 7 kwietnia 2024      | Charleston               | Ceglana       | Ludmyła Kiczenok     | Ashlyn Krueger Sloane Stephens           | 6:1, 3:6, 7–10    |
| Finalistka    | 11. | 2 lutego 2025        | Linz                     | Twarda (hala) | Ludmyła Kiczenok     | Tímea Babos Luisa Stefani                | 6:3, 5:7, 4–10    |
| Zwyciężczyni  | 10. | 20 lipca 2025        | Hamburg                  | Ceglana       | Makoto Ninomiya      | Anna Bondár Arantxa Rus                  | 6:4, 3:6, 11–9    |
| Zwyciężczyni  | 11. | 26 lipca 2025        | Praga                    | Ceglana       | Makoto Ninomiya      | Lucie Havlíčková Laura Samson            | 1:6, 6:4, 10–7    |

## Finały turniejów WTA 125

### Gra podwójna 2 (0–2)
| Końcowy wynik | Nr | Data             | Turniej | Nawierzchnia  | Partnerka          | Przeciwniczki                  | Wynik finału       |
| ------------- | -- | ---------------- | ------- | ------------- | ------------------ | ------------------------------ | ------------------ |
| Finalistka    | 1. | 5 listopada 2022 | Midland | Twarda (hala) | Anna-Lena Friedsam | Asia Muhammad Alycia Parks     | 2:6, 3:6           |
| Finalistka    | 2. | 21 maja 2023     | Paryż   | Ceglana       | Alycia Parks       | Anna Danilina Wiera Zwonariowa | 7:5, 6:7(2), 12–14 |

## Występy w Turnieju Mistrzyń

### W grze podwójnej
| Rok  | Rezultat              | Partnerka    | Przeciwniczki | Wynik         |
| 2021 | Zawodniczki rezerwowe | Raluca Olaru | nie wystąpiły | nie wystąpiły |

## Występy w Turnieju WTA Elite Trophy

### W grze podwójnej
| Rok  | Rezultat     | Partnerka        | Przeciwniczki                                             | Wynik                         |
| 2015 | Faza grupowa | Ludmyła Kiczenok | Liang Chen Wang Yafan Klaudia Jans-Ignacik Andreja Klepač | 7:6(3), 4:6, 6–10 7:6(3), 6:1 |
| 2018 | Zwycięstwo   | Ludmyła Kiczenok | Shūko Aoyama Lidzija Marozawa                             | 6:3, 4:6, 10–7                |

## Historia występów w turniejach WTA
| W  | = zwycięstwo                   |
| F  | = finał                        |
| SF | = półfinał                     |
| QF | = ćwierćfinał                  |
| xR | = x runda (x – numer rundy)    |
| LQ | = odpadła w kwalifikacjach     |
| A  | = nie uczestniczyła w turnieju |
| NH | = turniej nie odbywał się      |

| a    | Uwzględniono tylko mecze rozegrane w głównej drabince turnieju.                                                                                     |
| b    | Uwzględniono tylko turnieje, w których zawodniczka wystąpiła.                                                                                       |
|      | |
| c    | Statystyki całej kariery uwzględniają wyniki w turniejach WTA, ITF, kwalifikacjach do tych turniejów oraz spotkania rozegrane w Pucharze Federacji. |
|      | |
| Q    | Do turnieju głównego dostała się przez kwalifikacje.                                                                                                |
| P5   | Turniej w danym roku miał rangę WTA Premier 5. |
| P    | Turniej w danym roku miał rangę WTA Premier |
| 1000 | Turniej w danym roku miał rangę WTA 1000. |
| 500  | Turniej w danym roku miał rangę WTA 500. |

### W grze pojedynczej
| Turniej           | Kategoria w latach 2009–2020 | 2006              | 2007              | 2008              | 2009              | 2010              | 2011              | 2012              | 2013              | 2014              | 2015              | 2016              | 2017              | 2018              | 2019              | 2020              | 2021              | 2022              | Tytuły            | Z–Pa              |                   |
| Turnieje WTA 1000 | Turnieje WTA 1000            | Turnieje WTA 1000 | Turnieje WTA 1000 | Turnieje WTA 1000 | Turnieje WTA 1000 | Turnieje WTA 1000 | Turnieje WTA 1000 | Turnieje WTA 1000 | Turnieje WTA 1000 | Turnieje WTA 1000 | Turnieje WTA 1000 | Turnieje WTA 1000 | Turnieje WTA 1000 | Turnieje WTA 1000 | Turnieje WTA 1000 | Turnieje WTA 1000 | Turnieje WTA 1000 | Turnieje WTA 1000 | Turnieje WTA 1000 | Turnieje WTA 1000 | Turnieje WTA 1000 |
| ----------------- | ---------------------------- | ----------------- | ----------------- | ----------------- | ----------------- | ----------------- | ----------------- | ----------------- | ----------------- | ----------------- | ----------------- | ----------------- | ----------------- | ----------------- | ----------------- | ----------------- | ----------------- | ----------------- | ----------------- | ----------------- | ----------------- |
| Dubaj             | Premier 5/Premier            | Kategoria 2       | Kategoria 2       | Kategoria 2       | A                 | A                 | A                 | P                 | P                 | P                 | A                 | P                 | LQ                | P                 | A                 | P                 | A                 | 500               | 0 / 0             | 0 – 0             |                   |
| Doha              | Premier 5/Premier            | Kategoria 2       | Kategoria 2       | A                 | NH                | NH                | P                 | A                 | 1R                | A                 | P                 | A                 | P                 | A                 | P                 | A                 | 500               | A                 | 0 / 1             | 0 – 1             |                   |
| Indian Wells      | Premier Mandatory            | A                 | A                 | A                 | A                 | A                 | A                 | A                 | A                 | LQ                | A                 | A                 | A                 | A                 | A                 | NH                | A                 | A                 | 0 / 0             | 0 – 0             |                   |
| Miami             | Premier Mandatory            | A                 | A                 | A                 | A                 | A                 | A                 | A                 | A                 | 1R                | A                 | A                 | A                 | A                 | A                 | NH                | A                 | A                 | 0 / 1             | 0 – 1             |                   |
| Madryt            | Premier Mandatory            | NH                | NH                | NH                | A                 | A                 | A                 | A                 | A                 | A                 | A                 | A                 | A                 | A                 | A                 | NH                | A                 | A                 | 0 / 0             | 0 – 0             |                   |
| Rzym              | Premier 5                    | A                 | A                 | A                 | A                 | A                 | A                 | A                 | A                 | A                 | A                 | A                 | A                 | A                 | A                 | A                 | A                 | A                 | 0 / 0             | 0 – 0             |                   |
| Montreal/Toronto  | Premier 5                    | A                 | A                 | A                 | A                 | A                 | A                 | A                 | A                 | A                 | A                 | A                 | A                 | A                 | A                 | NH                | A                 | A                 | 0 / 0             | 0 – 0             |                   |
| Cincinnati        | Premier 5                    | Kategoria 3       | Kategoria 3       | Kategoria 3       | A                 | A                 | A                 | A                 | A                 | A                 | A                 | A                 | A                 | A                 | A                 | A                 | A                 | A                 | 0 / 0             | 0 – 0             |                   |
| Guadalajara       | –                            | Nie rozegrano     | Nie rozegrano     | Nie rozegrano     | Nie rozegrano     | Nie rozegrano     | Nie rozegrano     | Nie rozegrano     | Nie rozegrano     | Nie rozegrano     | Nie rozegrano     | Nie rozegrano     | Nie rozegrano     | Nie rozegrano     | Nie rozegrano     | Nie rozegrano     | Nie rozegrano     | LQ                | 0 / 0             | 0 – 0             |                   |
| Tokio/ Wuhan      | Premier 5                    | A                 | A                 | A                 | A                 | A                 | A                 | A                 | A                 | A                 | A                 | A                 | A                 | A                 | A                 | Nie rozegrano     | Nie rozegrano     | Nie rozegrano     | 0 / 0             | 0 – 0             |                   |
| Pekin             | Premier Mandatory            | Kategoria 2       | Kategoria 2       | Kategoria 2       | A                 | A                 | A                 | A                 | A                 | A                 | A                 | A                 | A                 | A                 | A                 | Nie rozegrano     | Nie rozegrano     | Nie rozegrano     | 0 / 0             | 0 – 0             |                   |
|                   |                              |                   |                   |                   |                   |                   |                   |                   |                   |                   |                   |                   |                   |                   |                   |                   |                   |                   | 0 / 2             | 0 – 2             |                   |

### W grze podwójnej
| Turniej                    | Kategoria w latach 2009–2020 | 2006                       | 2007                       | 2008                       | 2009                       | 2010                       | 2011                       | 2012                       | 2013                       | 2014                       | 2015                       | 2016                       | 2017                       | 2018                       | 2019                       | 2020                       | 2021                       | 2022                       | 2023                       | 2024                       | 2025                       | Tytuły                     | Z–Pa                       |                            |                            |                            |                            |
| Mistrzostwa kończące sezon | Mistrzostwa kończące sezon   | Mistrzostwa kończące sezon | Mistrzostwa kończące sezon | Mistrzostwa kończące sezon | Mistrzostwa kończące sezon | Mistrzostwa kończące sezon | Mistrzostwa kończące sezon | Mistrzostwa kończące sezon | Mistrzostwa kończące sezon | Mistrzostwa kończące sezon | Mistrzostwa kończące sezon | Mistrzostwa kończące sezon | Mistrzostwa kończące sezon | Mistrzostwa kończące sezon | Mistrzostwa kończące sezon | Mistrzostwa kończące sezon | Mistrzostwa kończące sezon | Mistrzostwa kończące sezon | Mistrzostwa kończące sezon | Mistrzostwa kończące sezon | Mistrzostwa kończące sezon | Mistrzostwa kończące sezon | Mistrzostwa kończące sezon | Mistrzostwa kończące sezon | Mistrzostwa kończące sezon | Mistrzostwa kończące sezon | Mistrzostwa kończące sezon |
| -------------------------- | ---------------------------- | -------------------------- | -------------------------- | -------------------------- | -------------------------- | -------------------------- | -------------------------- | -------------------------- | -------------------------- | -------------------------- | -------------------------- | -------------------------- | -------------------------- | -------------------------- | -------------------------- | -------------------------- | -------------------------- | -------------------------- | -------------------------- | -------------------------- | -------------------------- | -------------------------- | -------------------------- | -------------------------- | -------------------------- | -------------------------- | -------------------------- |
| WTA Finals                 | WTA Finals                   | A                          | A                          | A                          | A                          | A                          | A                          | A                          | A                          | A                          | A                          | A                          | A                          | A                          | A                          | NH                         | Alt                        | A                          | A                          | A                          |                            | 0 / 0                      | 0 – 0                      |                            |                            |                            |                            |
| Turnieje WTA 1000          |                              |                            |                            |                            |                            |                            |                            |                            |                            |                            |                            |                            |                            |                            |                            |                            |                            |                            |                            |                            |                            |                            |                            |                            |                            |                            |                            |
| Dubaj                      | Premier 5/Premier            | Kategoria 2                | Kategoria 2                | Kategoria 2                | A                          | A                          | A                          | P                          | P                          | P                          | A                          | P                          | 1R                         | P                          | 1R                         | P                          | 2R                         | 500                        | A                          | 1R                         | 1R                         | 0 / 5                      | 1 – 5                      |                            |                            |                            |                            |
| Doha                       | Premier 5/Premier            | Kategoria 2                | Kategoria 2                | A                          | NH                         | NH                         | P                          | A                          | 1R                         | A                          | P                          | 1R                         | P                          | 1R                         | P                          | 2R                         | 500                        | A                          | 500                        | 1R                         | 1R                         | 0 / 6                      | 1 – 6                      |                            |                            |                            |                            |
| Indian Wells               | Premier Mandatory            | A                          | A                          | A                          | A                          | A                          | A                          | A                          | A                          | A                          | A                          | A                          | A                          | 1R                         | 2R                         | NH                         | 1R                         | 1R                         | A                          | A                          | 1R                         | 0 / 5                      | 1 – 5                      |                            |                            |                            |                            |
| Miami                      | Premier Mandatory            | A                          | A                          | A                          | A                          | A                          | A                          | A                          | A                          | A                          | A                          | A                          | A                          | QF                         | 2R                         | NH                         | 1R                         | 1R                         | 1R                         | 1R                         | 1R                         | 0 / 7                      | 3 – 7                      |                            |                            |                            |                            |
| Madryt                     | Premier Mandatory            | NH                         | NH                         | NH                         | A                          | A                          | A                          | A                          | A                          | A                          | A                          | A                          | A                          | 2R                         | 1R                         | NH                         | 2R                         | 1R                         | 1R                         | 2R                         | 2R                         | 0 / 7                      | 4 – 7                      |                            |                            |                            |                            |
| Rzym                       | Premier 5                    | A                          | A                          | A                          | A                          | A                          | A                          | A                          | A                          | A                          | A                          | A                          | A                          | 2R                         | 2R                         | 1R                         | 1R                         | 1R                         | 2R                         | 1R                         | 1R                         | 0 / 8                      | 3 – 8                      |                            |                            |                            |                            |
| Montreal/Toronto           | Premier 5                    | A                          | A                          | A                          | A                          | A                          | A                          | A                          | A                          | A                          | A                          | A                          | SF                         | 1R                         | QF                         | NH                         | 1R                         | 1R                         | 1R                         | 1R                         | A                          | 0 / 7                      | 4 – 7                      |                            |                            |                            |                            |
| Cincinnati                 | Premier 5                    | Kategoria 3                | Kategoria 3                | Kategoria 3                | A                          | A                          | A                          | A                          | A                          | A                          | A                          | 1R                         | 1R                         | 2R                         | 1R                         | 1R                         | A                          | A                          | A                          | 1R                         |                            | 0 / 6                      | 1 – 6                      |                            |                            |                            |                            |
| Guadalajara                | –                            | Nie rozegrano              | Nie rozegrano              | Nie rozegrano              | Nie rozegrano              | Nie rozegrano              | Nie rozegrano              | Nie rozegrano              | Nie rozegrano              | Nie rozegrano              | Nie rozegrano              | Nie rozegrano              | Nie rozegrano              | Nie rozegrano              | Nie rozegrano              | Nie rozegrano              | Nie rozegrano              | 2R                         | A                          | 500                        | 500                        | 0 / 1                      | 1 – 1                      |                            |                            |                            |                            |
| Tokio/ Wuhan               | Premier 5                    | A                          | A                          | A                          | A                          | A                          | A                          | A                          | A                          | A                          | 2R                         | A                          | 2R                         | 1R                         | QF                         | Nie rozegrano              | Nie rozegrano              | Nie rozegrano              | Nie rozegrano              | 1R                         |                            | 0 / 5                      | 3 – 5                      |                            |                            |                            |                            |
| Pekin                      | Premier Mandatory            | A                          | A                          | A                          | A                          | A                          | A                          | A                          | A                          | A                          | 2R                         | A                          | 1R                         | 2R                         | 1R                         | Nie rozegrano              | Nie rozegrano              | Nie rozegrano              | 2R                         | 2R                         |                            | 0 / 6                      | 4 – 6                      |                            |                            |                            |                            |
|                            |                              |                            |                            |                            |                            |                            |                            |                            |                            |                            |                            |                            |                            |                            |                            |                            |                            |                            |                            |                            |                            | 0 / 63                     | 26 – 63                    |                            |                            |                            |                            |

## Finały turniejów ITF
| turnieje z pulą nagród 100 000 $ (W100)  |
| turnieje z pulą nagród 75/80 000 $ (W80) |
| turnieje z pulą nagród 50/60 000 $ (W75) |
| turnieje z pulą nagród 40 000 $ (W50)    |
| turnieje z pulą nagród 25 000 $ (W35)    |
| turnieje z pulą nagród 15 000 $ (W15)    |
| turnieje z pulą nagród 10 000 $          |

### Gra pojedyncza 11 (4–7)
| Rezultat     |    | Data       | Turniej     | ($)     | Naw.            | Przeciwniczka           | Wynik               |
| Finalistka   | 1. | 17/10/2009 | Charków     | 10 000  | Dywanowa (hala) | Ludmyła Kiczenok        | 7:6(2), 3:6, 2:6    |
| Finalistka   | 2. | 01/05/2011 | Mińsk       | 25 000  | Twarda (hala)   | Olga Puczkowa           | 2:6, 5:7            |
| Finalistka   | 3. | 20/05/2012 | Fergana     | 25 000  | Twarda          | Donna Vekić             | 2:6, 2:6            |
| Finalistka   | 4. | 02/06/2012 | Karszy      | 10 000  | Twarda          | Ksienija Mileuska       | 4:6, 5:7            |
| Zwyciężczyni | 1. | 09/06/2012 | Karszy      | 25 000  | Twarda          | Tadeja Majerič          | 6:3, 7:6(3)         |
| Finalistka   | 5. | 21/09/2012 | Joszkar-Oła | 25 000  | Twarda (hala)   | Margarita Gasparian     | 5:7, 6:7(3)         |
| Finalistka   | 6. | 12/01/2013 | Quanzhou    | 50 000  | Twarda          | Varatchaya Wongteanchai | 2:6, 7:6(5), 6:7(5) |
| Finalistka   | 7. | 30/03/2013 | Tallinn     | 25 000  | Twarda (hala)   | Alaksandra Sasnowicz    | 6:7(3), 2:6         |
| Zwyciężczyni | 2. | 21/04/2013 | Namangan    | 25 000  | Twarda          | Oksana Kalasznikowa     | 6:2, 6:3            |
| Zwyciężczyni | 3. | 28/07/2013 | Astana      | 100 000 | Twarda          | Maria João Koehler      | 6:4, 7:5            |
| Zwyciężczyni | 4. | 10/11/2013 | Astana      | 25 000  | Twarda (hala)   | Iłona Kremień           | 6:3, 6:1            |

### Gra podwójna 46 (24–22)
| Rezultat     |     | Data       | Turniej             | ($)      | Naw.            | Partnerka            | Przeciwniczki                               | Wynik             |
| Finalistka   | 1.  | 01/10/2006 | Podgorica           | 25 000   | Ceglana         | Ludmyła Kiczenok     | Josipa Bek Karołina Jowanowić               | 4:6, 7:5, 2:6     |
| Finalistka   | 2.  | 25/05/2007 | Czerkasy            | 10 000   | Ceglana         | Ludmyła Kiczenok     | Katerina Awdijenko Anna Zaporożanowa        | 6:7(3), 2:6       |
| Finalistka   | 3.  | 03/08/2008 | Dniepropetrowsk     | 50 000   | Ceglana         | Ludmyła Kiczenok     | Wasilisa Dawydowoj Marija Kondratjewa       | 3:6, 1:6          |
| Finalistka   | 4.  | 29/08/2008 | Bukareszt           | 10 000   | Ceglana         | Ludmyła Kiczenok     | Laura Ioana Andrei Irina-Camelia Begu       | 2:6, 6:3, 6–10    |
| Finalistka   | 5.  | 29/03/2009 | Moskwa              | 25 000   | Twarda (hala)   | Ludmyła Kiczenok     | Witalija Djaczenko Kaciaryna Dziehalewicz   | 1:6, 1:6          |
| Finalistka   | 6.  | 23/05/2009 | Charków             | 25 000   | Ceglana         | Ludmyła Kiczenok     | Łesia Curenko Ksienija Mileuska             | 4:6, 4:6          |
| Zwyciężczyni | 1.  | 13/09/2009 | Alphen aan den Rijn | 25 000   | Ceglana         | Ludmyła Kiczenok     | Chayenne Ewijk Marlot Meddens               | 6:2, 4:6, 10–8    |
| Zwyciężczyni | 2.  | 16/10/2009 | Charków             | 10 000   | Dywanowa (hala) | Ludmyła Kiczenok     | Weronika Kapszaj Irina Kuzmina              | 2:6, 6:2, 10–3    |
| Zwyciężczyni | 3.  | 31/10/2009 | Sztokholm           | 10 000   | Twarda (hala)   | Ludmyła Kiczenok     | Aleksandra Artamonowa Lidzija Marozawa      | 6:3, 6:1          |
| Zwyciężczyni | 4.  | 14/11/2009 | Mińsk               | 50 000   | Twarda (hala)   | Ludmyła Kiczenok     | Wiesna Manasijewa Jewgienija Rodina         | 6:3, 7:6(7)       |
| Finalistka   | 7.  | 21/11/2009 | Zawada              | 25 000   | Dywanowa (hala) | Ludmyła Kiczenok     | Ana Jovanović Justine Ozga                  | 4:6, 4:6          |
| Finalistka   | 8.  | 06/02/2010 | Rancho Mirage       | 25 000   | Twarda          | Ludmyła Kiczenok     | Monique Adamczak Abigail Spears             | 3:6, 4:6          |
| Finalistka   | 9.  | 28/03/2010 | Moskwa              | 25 000   | Twarda (hala)   | Ludmyła Kiczenok     | Nina Bratczikowa Irena Pavlovic             | 7:6(4), 2:6, 3–10 |
| Finalistka   | 10. | 03/04/2010 | Chanty-Mansyjsk     | 50 000   | Dywanowa (hala) | Ludmyła Kiczenok     | Aleksandra Panowa Ksienija Pierwak          | 6:7(7), 6:2, 7–10 |
| Zwyciężczyni | 5.  | 08/05/2010 | Charków             | 25 000   | Ceglana         | Ludmyła Kiczenok     | Kateryna Kozłowa Elina Switolina            | 6:4, 6:2          |
| Finalistka   | 11. | 22/05/2010 | Charków             | 25 000   | Ceglana         | Ludmyła Kiczenok     | Kateryna Awdijenko Ksienija Mileuska        | 4:6, 2:6          |
| Finalistka   | 12. | 26/06/2010 | Périgueux           | 25 000   | Ceglana         | Ludmyła Kiczenok     | Elise Tamaëla Scarlett Werner               | 2:6, 1:6          |
| Finalistka   | 13. | 03/07/2010 | Mont-de-Marsan      | 25 000   | Ceglana         | Constance Sibille    | Lara Arruabarrena Inès Ferrer Suarez        | 3:6, 1:6          |
| Zwyciężczyni | 6.  | 10/10/2010 | Limoges             | 25 000   | Twarda (hala)   | Ludmyła Kiczenok     | Claire Feuerstein Caroline Garcia           | 6:7(5), 6:4, 10–8 |
| Zwyciężczyni | 7.  | 26/03/2011 | Moskwa              | 25 000   | Twarda (hala)   | Ludmyła Kiczenok     | Aleksandra Panowa Olga Panowa               | 6:3, 6:3          |
| Zwyciężczyni | 8.  | 30/04/2011 | Mińsk               | 25 000   | Twarda (hala)   | Ludmyła Kiczenok     | Teodora Mirčić Nicole Rottmann              | 6:1, 6:2          |
| Finalistka   | 14. | 04/06/2011 | Przerów             | 25 000   | Ceglana         | Ludmyła Kiczenok     | Kateřina Kramperová Karolína Plíšková       | 3:6, 4:6          |
| Zwyciężczyni | 9.  | 15/10/2011 | Joué-lès-Tours      | 50 000   | Twarda (hala)   | Ludmyła Kiczenok     | Irini Jeorgatu Irena Pavlovic               | 6:2, 6:0          |
| Zwyciężczyni | 10. | 05/11/2011 | Stambuł             | 25 000   | Twarda (hala)   | Ludmyła Kiczenok     | Mervana Jugić-Salkić Ana Vrljić             | 4:6, 6:1, 10–7    |
| Finalistka   | 15. | 22/01/2012 | Stuttgart           | 10 000   | Twarda (hala)   | Ludmyła Kiczenok     | Paula Kania Ksienija Łykina                 | 4:6, 3:6          |
| Zwyciężczyni | 11. | 19/05/2012 | Fergana             | 25 000   | Twarda          | Ludmyła Kiczenok     | Albina Khabibulina Anastasija Wasyljewa     | 6:4, 6:1          |
| Zwyciężczyni | 12. | 16/06/2012 | Buchara             | 25 000   | Twarda          | Ludmyła Kiczenok     | Walentina Iwachnienko Kateryna Kozłowa      | 7:5, 7:5          |
| Zwyciężczyni | 13. | 21/07/2012 | Donieck             | 50 000   | Twarda          | Ludmyła Kiczenok     | Walentina Iwachnienko Kateryna Kozłowa      | 6:2, 7:5          |
| Finalistka   | 16. | 29/07/2012 | Astana              | 100 000  | Twarda          | Ludmyła Kiczenok     | Oksana Kalasznikowa Marta Sirotkina         | 6:3, 4:6, 2–10    |
| Finalistka   | 17. | 18/08/2012 | Kazań               | 50 000+H | Twarda          | Ludmyła Kiczenok     | Walentina Iwachnienko Kateryna Kozłowa      | 4:6, 7:6(6), 4–10 |
| Zwyciężczyni | 14. | 02/11/2012 | Netanja             | 25 000   | Twarda          | Ludmyła Kiczenok     | Zuzana Luknárová Anna Karolína Schmiedlová  | 6:1, 6:4          |
| Finalistka   | 18. | 09/11/2012 | Mińsk               | 25 000   | Twarda (hala)   | Ludmyła Kiczenok     | Kaciaryna Dziehalewicz Alaksandra Sasnowicz | 6:1, 2:6, 3–10    |
| Zwyciężczyni | 15. | 16/11/2012 | Helsinki            | 25 000   | Dywanowa (hala) | Ludmyła Kiczenok     | Iryna Buriaczok Walerija Sołowjowa          | 6:3, 6:3          |
| Zwyciężczyni | 16. | 11/01/2013 | Quanzhou            | 50 000   | Twarda          | Iryna Buriaczok      | Liang Chen Sun Shengnan                     | 3:6, 6:3, 12–10   |
| Finalistka   | 19. | 30/03/2013 | Tallinn             | 25 000   | Twarda (hala)   | Ludmyła Kiczenok     | Anett Kontaveit Jeļena Ostapenko            | 6:2, 5:7, 0–10    |
| Zwyciężczyni | 17. | 27/04/2013 | Stambuł             | 50 000   | Twarda          | Jekatierina Byczkowa | Başak Eraydın Aleksandrina Najdenowa        | 3:6, 6:2, 10–5    |
| Zwyciężczyni | 18. | 27/07/2013 | Astana              | 100 000  | Twarda          | Ludmyła Kiczenok     | Nina Bratczikowa Walerija Sołowjowa         | 6:2, 6:2          |
| Zwyciężczyni | 19. | 07/11/2013 | Astana              | 25 000   | Twarda (hala)   | Ludmyła Kiczenok     | Aleksandra Artamonowa Jewgienija Paszkowa   | 6:1, 6:1          |
| Finalistka   | 20. | 15/11/2013 | Dubaj               | 75 000   | Twarda          | Ludmyła Kiczenok     | Witalija Djaczenko Olha Sawczuk             | 5:7, 1:6          |
| Zwyciężczyni | 20. | 31/10/2014 | Nantes              | 50 000   | Twarda (hala)   | Ludmyła Kiczenok     | Stéphanie Foretz Amandine Hesse             | 6:2, 6:3          |
| Zwyciężczyni | 21. | 21/02/2015 | Kreuzlingen         | 50 000   | Dywanowa (hala) | Ludmyła Kiczenok     | Stéphanie Foretz Irina Ramialison           | 6:3, 6:3          |
| Zwyciężczyni | 22. | 25/04/2015 | Stambuł             | 50 000   | Twarda          | Ludmyła Kiczenok     | Walentina Iwachnienko Polina Monowa         | 6:4, 6:3          |
| Finalistka   | 21. | 05/02/2016 | Launceston          | 75 000   | Twarda          | Mandy Minella        | You Xiaodi Zhu Lin                          | 6:2, 5:7, 7–10    |
| Zwyciężczyni | 23. | 19/03/2016 | Irapuato            | 25 000+H | Twarda (hala)   | Ludmyła Kiczenok     | Akiko Ōmae Prarthana Thombare               | 6:1, 6:4          |
| Finalistka   | 22. | 11/03/2017 | Zhuhai              | 60 000   | Twarda          | Ludmyła Kiczenok     | Lesley Kerkhove Lidzija Marozawa            | 4:6, 2:6          |
| Zwyciężczyni | 24. | 18/03/2017 | Shenzhen            | 60 000   | Twarda          | Ludmyła Kiczenok     | Eri Hozumi Walerija Sawinych                | 6:4, 6:4          |

## Występy w igrzyskach olimpijskich

### Gra podwójna
| Runda                                                                            | Partnerka              | Przeciwniczki                                                          | Wynik             |
| -------------------------------------------------------------------------------- | ---------------------- | ---------------------------------------------------------------------- | ----------------- |
|                                                                                  |                        |                                                                        |                   |
| Letnie Igrzyska Olimpijskie w Rio de Janeiro 2016, reprezentując państwo Ukraina |                        |                                                                        |                   |
| I runda                                                                          | Ludmyła Kiczenok [ITF] | Chiny: Xu Yifan / Zheng Saisai                                         | 0:6, 3:6          |
|                                                                                  |                        |                                                                        |                   |
| Letnie Igrzyska Olimpijskie w Tokio 2020, reprezentując państwo Ukraina          |                        |                                                                        |                   |
| I runda                                                                          | Ludmyła Kiczenok       | Indie: Sania Mirza / Ankita Raina                                      | 0:6, 7:6(0), 10–8 |
| II runda                                                                         | Ludmyła Kiczenok       | Włochy: Sara Errani / Jasmine Paolini                                  | 7:6(4), 6:2       |
| Ćwierćfinał                                                                      | Ludmyła Kiczenok       | Rosyjski Komitet Olimpijski: Wieronika Kudiermietowa / Jelena Wiesnina | 2:6, 1:6          |
|                                                                                  |                        |                                                                        |                   |
| Letnie Igrzyska Olimpijskie w Paryżu 2024, reprezentując państwo Ukraina         |                        |                                                                        |                   |
| I runda                                                                          | Ludmyła Kiczenok       | Chiny: Wang Xinyu / Zheng Saisai [PR]                                  | 6:1, 6:4          |
| II runda                                                                         | Ludmyła Kiczenok       | Stany Zjednoczone: Danielle Collins / Desirae Krawczyk [4]             | 3:6, 6:4, 10–7    |
| Ćwierćfinał                                                                      | Ludmyła Kiczenok       | Hiszpania: Cristina Bucșa / Sara Sorribes Tormo [8]                    | 3:6, 6:2, 10–12   |